# 热尔瓦讷河畔博福尔
热尔瓦讷河畔博福尔（法語：Beaufort-sur-Gervanne，法語發音：[bofɔʁ syʁ ʒɛʁvan]）是法国德龙省的一个市镇，位于该省中部，属于迪镇区。

## 地理
热尔瓦讷河畔博福尔（44°46'41"N, 5°8'33"E）面积9.48 平方千米，位于法国奥弗涅-罗讷-阿尔卑斯大区德龙省，该省份为法国东南部内陆省份，北起顺时针与伊泽尔省、上阿尔卑斯省、上普罗旺斯阿尔卑斯省、沃克吕兹省和阿尔代什省接壤。
与热尔瓦讷河畔博福尔接壤的市镇（或旧市镇、城区）包括：埃格吕-埃斯库兰、日戈尔和洛兹龙、热尔瓦讷河畔蒙克拉尔、普朗德拜、叙兹。

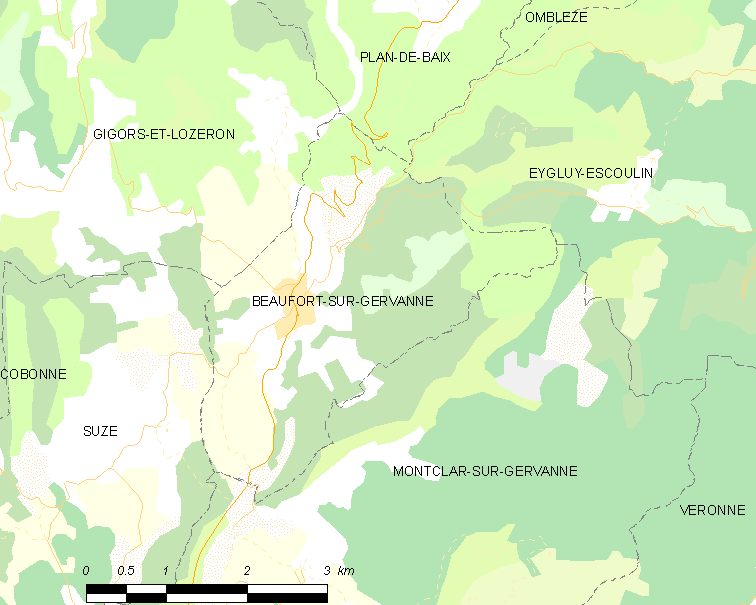
热尔瓦讷河畔博福尔的OSM定位图

热尔瓦讷河畔博福尔的时区为UTC+01:00、UTC+02:00（夏令时）。

## 行政
热尔瓦讷河畔博福尔的邮政编码为26400，INSEE市镇编码为26035。

## 政治
热尔瓦讷河畔博福尔所属的省级选区为克雷县。

## 人口

1962-2008年间热尔瓦讷河畔博福尔人口变化图示

热尔瓦讷河畔博福尔于2022年1月1日时的人口数量为485人。